# 赤間神宮
赤間神宮（あかまじんぐう）是位在日本山口縣下關市的神社。舊社格為官幣大社（現神社本廳的別表神社）。奉祀壇之浦之戰時身亡的安德天皇。
因有平家一門之墓，也是怪談「無耳芳一」的舞台而聞名。

## 歷史
文治元年（1185年），在赤間關紅石山麓阿彌陀寺境內奉葬安德天皇。建久2年（1191年），在御陵之上創建御影堂。明治維新後，廢阿彌陀寺，御影堂改稱「天皇社」。明治8年（1875年），列格官幣中社，改稱赤間宮。昭和15年（1940年），昇格為官幣大社，改稱赤間神宮。

## 境內

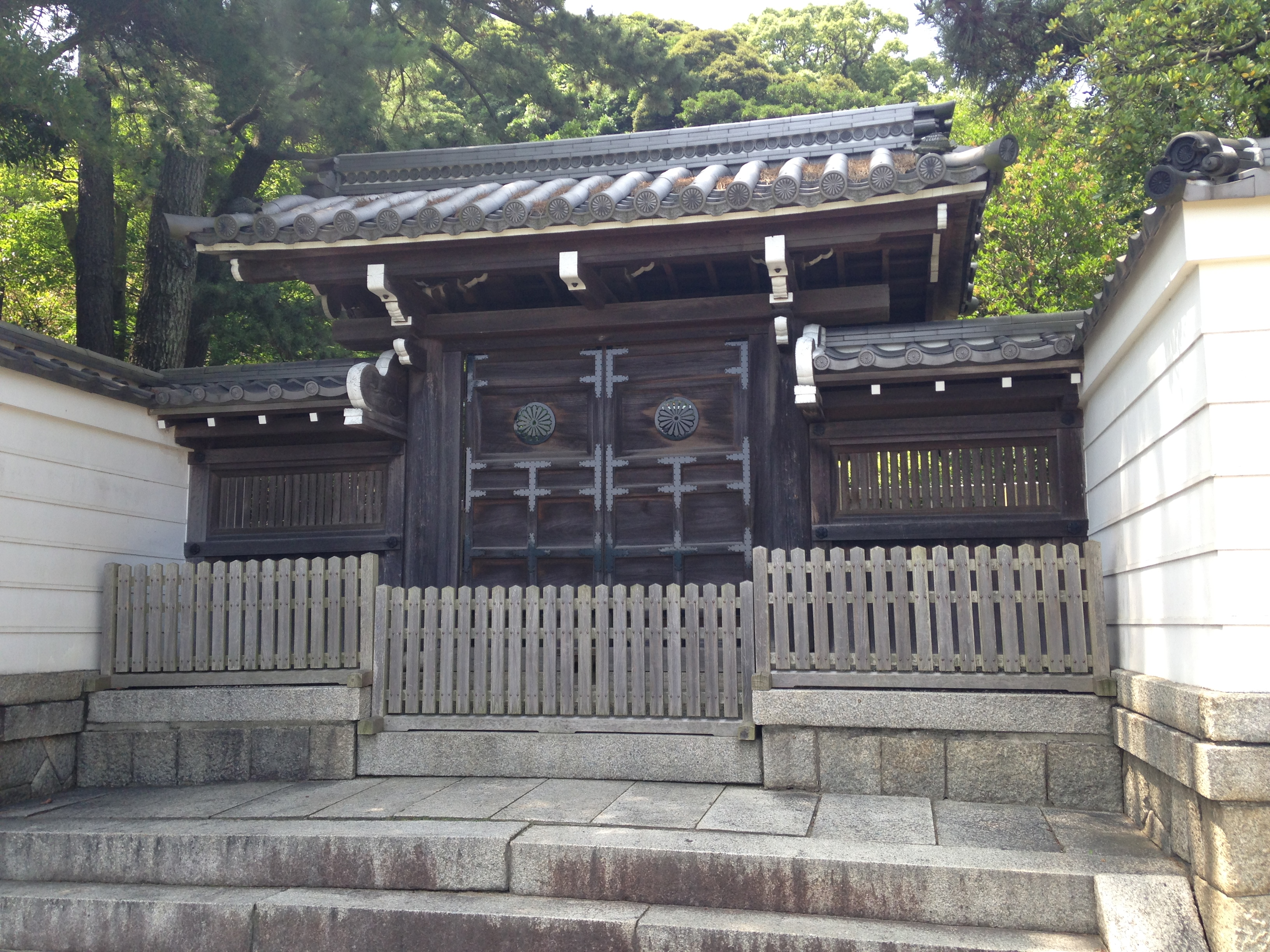
安德天皇阿彌陀寺陵

大連神社的神門

- 安德天皇阿彌陀寺陵
- 鎮守八幡宮
- 大連神社
- 紅石稻荷神社
- 平家一門之墓（七盛塚）
  - 左近衛少將有盛
  - 左近衛中將清經
  - 右近衛中將資盛
  - 副將能登守教經
  - 參議修理大夫經盛
  - 大將中納言知盛
  - 參議中納言教盛
  - 伊賀平內左衛門家長
  - 上總五郎兵衛忠光
  - 飛驒三郎左衛門景經
  - 飛驒四郎兵衛景俊
  - 越中次郎兵衛盛繼
  - 丹後守侍從忠房
  - 從二位尼時子
- 芳一堂 - 祭祀「無耳芳一」。
- 水天門 - 模仿龍宮城的神門。

## 圖片

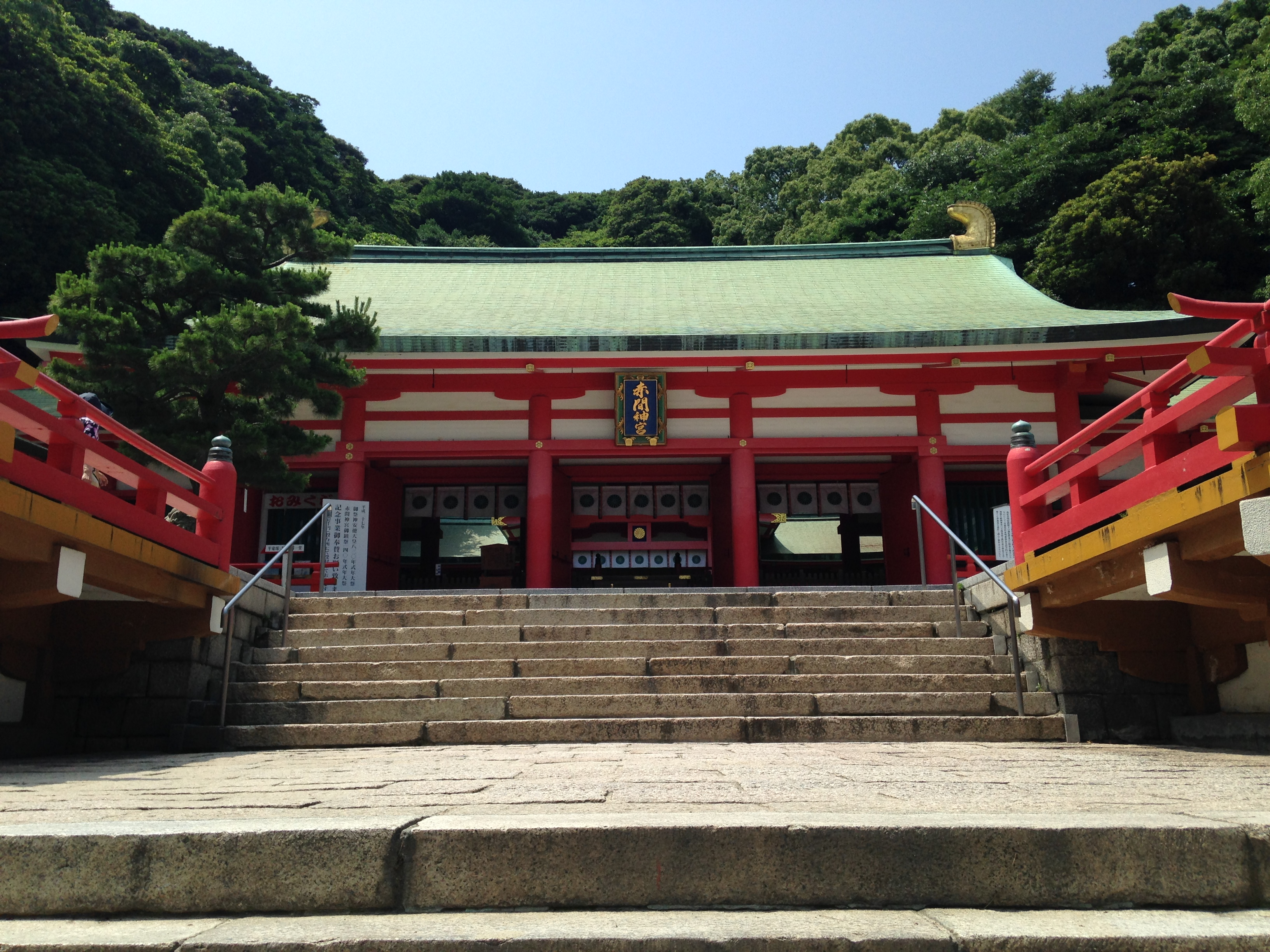
拜殿
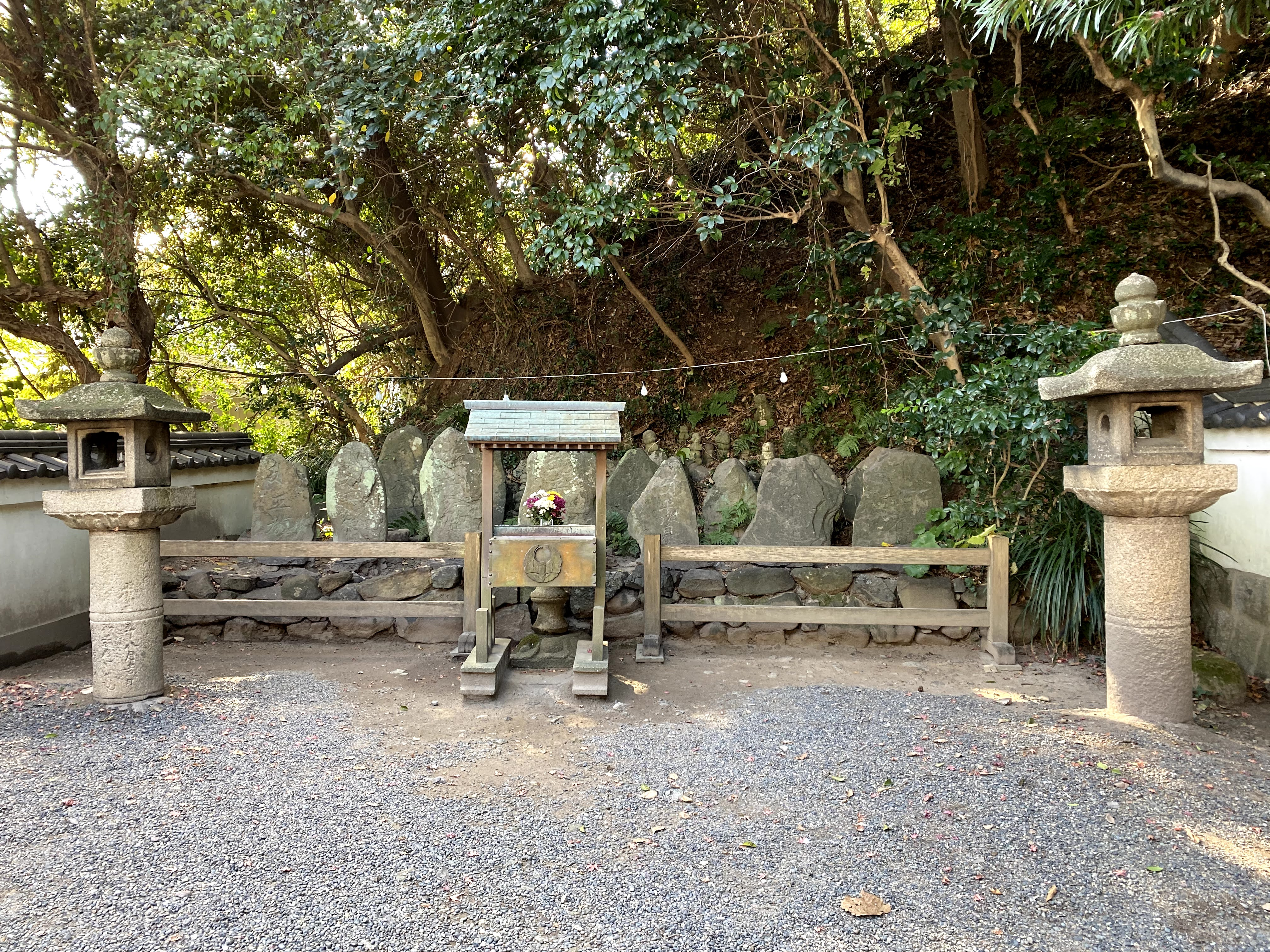
七盛塚
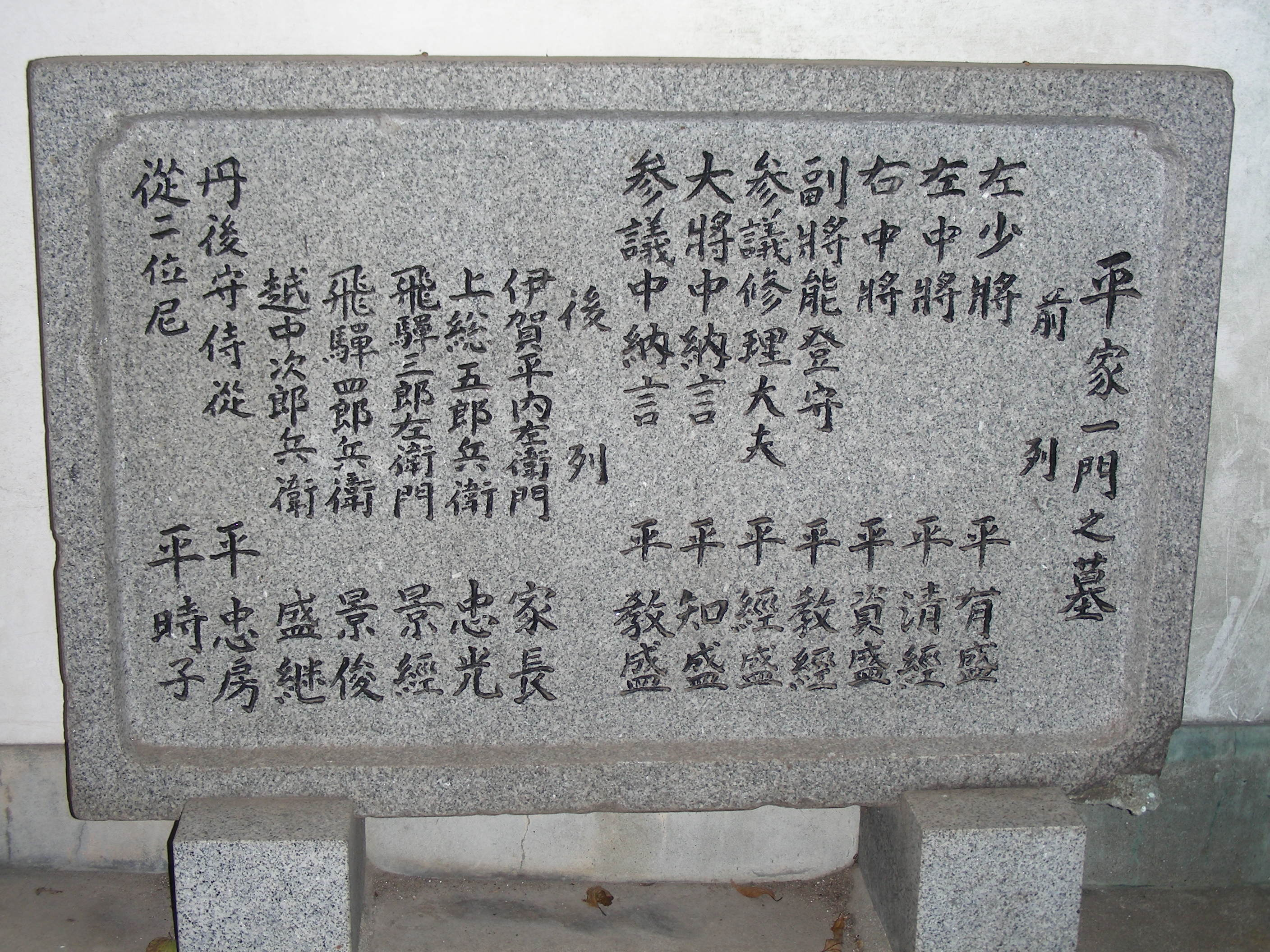
七盛塚名錄
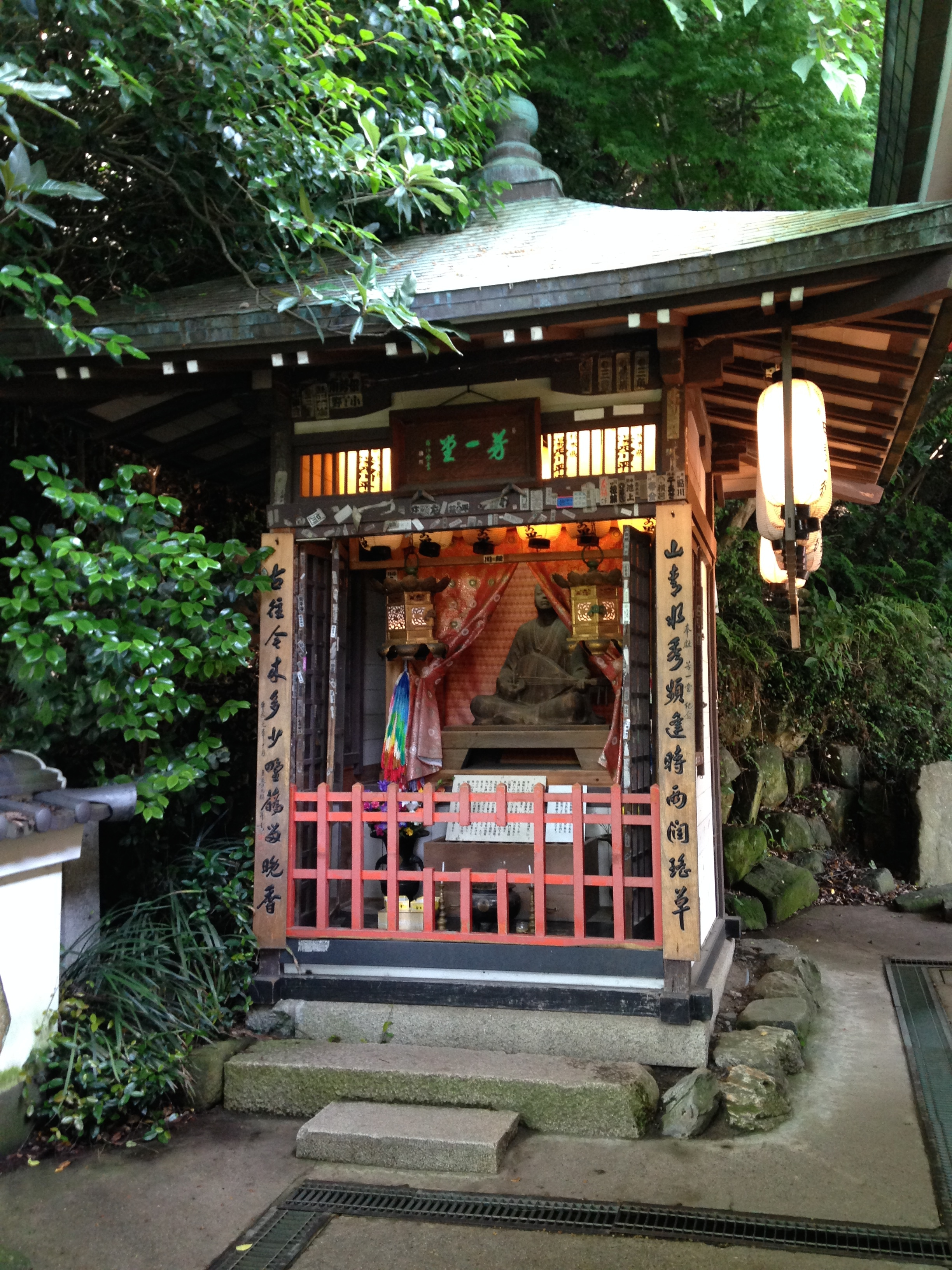
芳一堂
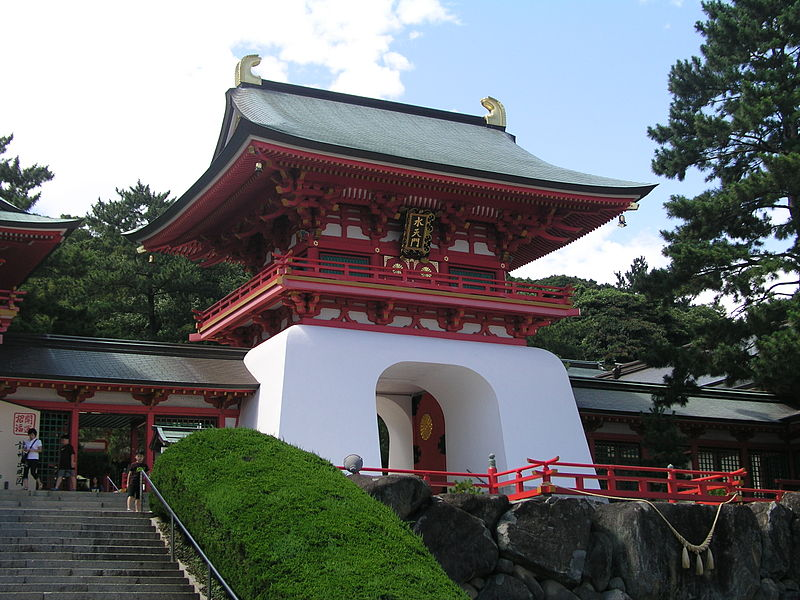
水天門外側
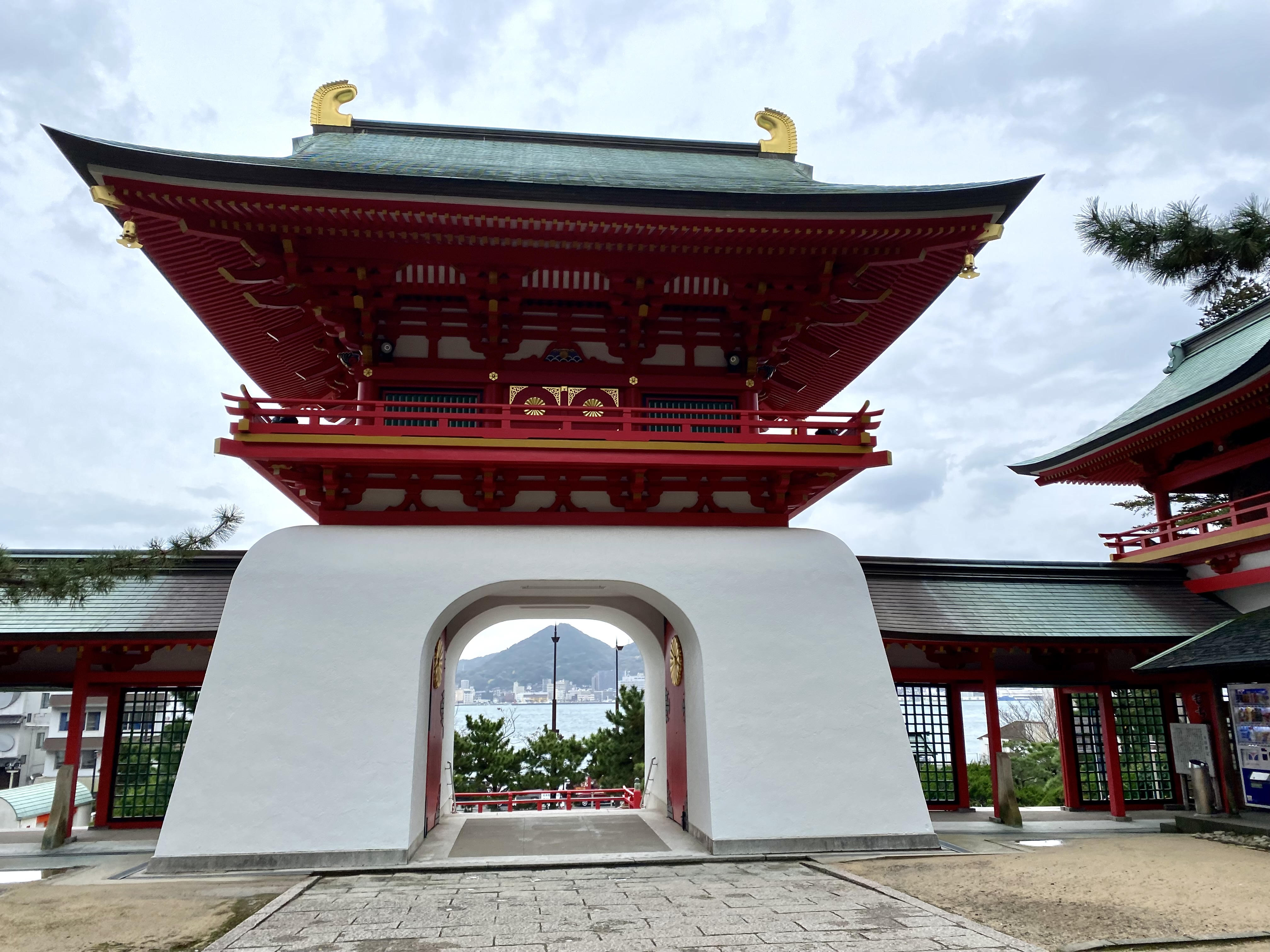
水天門內側

## 文化財
重要文化財
- 平家物語（長門本）20冊
- 赤間神宮文書10巻、1冊

## 關連項目
- 神宮
- 奇兵隊
- 白石正一郎

## 外部連結
- 赤間神宮 （页面存档备份，存于）